# Laringoskopija
Laringoskopija je pregled larinksa pomoću laringoskopa. Laringoskopija može da bude:
- indirektna, pomoću ogledala i
- direktna.

## Indirektna laringoskopija
Bolesnik se priprema tako što mu se uveče saopšti da ujutru ne smije doručkovati.
Od materijala za pregled treba pripremiti:
- čeono ogledalo,
- ogledalo za indirektnu laringoskopiju,
- špiritusnu lampu za zagrijevanje ogledala,
- sterilnu gazu za držanje jezika bolesnika,
- peškir ili kompresu za zaštitu bolesnika,
- svjetlosni izvor (peflektor ili baterijska lampa),
- lokalnu anesteziju,
- pljuvaonicu i
- antiseptička sredstva za ispiranje usne duplje.

Ljekar izvrši lokalnu površinsku anesteziju grkljana i zagrije ogledalo za indirektnu laringoskopiju na plamenu špiritusne lampe da se pri pregledu ne bi zamaglilo. Tupferom sterilne gaze izvlači jezik bolesnika i drži ga. Pri pregledu u desnoj ruci drži laringealno ogledalo,kaže se bolesniku da otvori usta i uvlačeći ogledalo priljubljuje ga uz meko nepce, oslanjajući ga na mezofarinks. Pri tome posmatra epiglotis, obje glasnice i grkljan i uočava promjene. Medicinska sestra asistira ljekaru, a posle završene intervencije rasprema materijal i zbrinjava bolesnika, kome se objasni da ne smije ništa da jede nekoliko sati zbog primene anestezije.

## Direktna laringoskopija
Prije ove intervencije treba uvijek da se uradi indirektan pregled larinksa pomoću ogledala. Za ovu intervenciju bolesnik se psihički pripremi i objasni mu se tok radnje. Bolesnik se upozori da uoči pregleda ne smije da jede, pije i puši, jer želudac mora da bude prazan da ne bi došlo do povraćanja pri dodiru baze jezika.
Od materijala treba pripremiti:
- laringoskop (u obliku latiničnog slova L) koji se sastoji iz drške postavljane vertikalno, u kojoj se nalaze dvije baterije kao izvor električne energije i horizontalnog kraka kroz koji prolazi žica sa sijalicom na vrhu (hladno svijetlo) koja osvjetljava ulaz u larinks,
- aspirator,
- kratku hvataljku za uklanjanje stranog tijela, uzimanje isječka za histopatološki pregled i komplet za uzimanje brisa,
- više sterilnih gaza za držanje jezika,
- peškir ili kompresu za zaštitu bolesnika,
- pribor za lokalnu anesteziju,
- špiritusnu lampu za zagrijevanje ogledala koje se koristi u toku lokalne anestezije.

Ljekar daje lokalnu, površinsku anesteziju u vidu aerosola. Anestezira se hipofarinks, epiglotis i ulaz u larinks. Bolesnik se postavi da leži na leđima, a medicinska sestra mu pridržava glavu. Jezik se ne izvlači, već se drži pomoću gaze dok tubus ne uđe u larinks. Ljekar zatim uvlači laringoskop desnom rukom, a lijevom pomoću gaze štiti gornju usnu i zube. Kad laringoskop dospije ispod epiglotisa, spusti prema larinksu, gdje se posmatra da li postoji patološki proces ili strano tijelo. Po potrebi uzima se bris za barteriološki pregled, isječak ili se vadi strano tijelo.
Po završenom pregledu bolesnik ne smije da jede niti pije najmanje četiri časa zbog anestezije. Sestra zbrinjava bolesnika i materijal.

## Galerija
- Subglotična stenoza

## Spoljašnje veze
- [http://www.phisick.com/zent.htm#laryngoscopy

|  | Molimo Vas, obratite pažnju na važno upozorenje u vezi sa temama iz oblasti medicine (zdravlja). |